# Stazione di Rodi Garganico
La stazione di Rodi Garganico è una stazione ferroviaria della ferrovia San Severo-Peschici a servizio del comune di Rodi Garganico, in provincia di Foggia.
È gestita dalle Ferrovie del Gargano.